# Arceuthobium divaricatum
Arceuthobium divaricatum är en sandelträdsväxtart som beskrevs av Georg George Engelmann. Arceuthobium divaricatum ingår i släktet Arceuthobium och familjen sandelträdsväxter. Inga underarter finns listade i Catalogue of Life.